# Poussez pas grand-père dans les cactus
Pour plus de détails, voir Fiche technique et Distribution.
Poussez pas grand-père dans les cactus est un film français réalisé par Jean-Claude Dague, sorti en 1969.
Le film suit un homme qui a quitté sa femme et qui se retrouve pourchassé par la police et un tueur qui le prennent pour un truand américain.

## Synopsis
Alphonse décide de fuir à Paris pour échapper à la méchante humeur de sa femme. Il vide son compte en banque et se retrouve dans une boîte de nuit de Pigalle, où le directeur le confond avec le truand américain Al Grégor. Effrayé par la réputation de violence du bandit, il l'invite à boire avant de la faire suivre par un de ses tueurs, qui a pour mission de l'assassiner. Quelle n'est pas sa surprise quand, quelques minutes plus tard, apparait le vrai Al Grégor ! C'est alors un long chassé-croisé, une suite d'imbroglios interminables qui commence entre le tueur, l'inspecteur chargé d'arrêter le bandit, un célèbre psychiatre et les deux sosies. Al Gregor et Alphonse Ramier, au terme d'une poursuite mouvementée, se retrouvent tous les deux dans un asile de fous, envahi par des pseudo-Romains, des soldats américains et toutes sortes d'originaux. Il y a même un psychiatre célèbre, le docteur Braque, qui enquête sur les malades de la clinique afin de voir comment le directeur les rend plus fous encore qu'ils n'étaient en arrivant et, ce faisant, gagne beaucoup d'argent. Alphonse Ramier et Al Gregor finiront par découvrir qu'ils sont jumeaux. Al Gregor précède Ramier dans son village natal, où tout le monde le considérait comme un « minus ». Ayant effrayé la population, il a préparé le terrain pour que Ramier puisse y retourner et mener une vie conjugale heureuse ; sa femme en effet admire maintenant, ainsi que les habitants du coin, son « terrifiant » époux.

## Fiche technique
- Titre : Poussez pas grand-père dans les cactus
- Réalisation et scénario : Jean-Claude Dague
- Scénario : Jean-Claude Dague
- Adaptation : Jean Stuart, Georges Beller, Jean-Claude Dague
- Assistants réalisateur : Patrick Saglio, Alain Perisson
- Images : Jacques Robin, Claude Zidi
- Opérateur : Paul Bonis
- Musique : Billy Nencioli, direction musicale Armand Madgiani
- Chanson : Mlle Elisabeth Ridel interprète la chanson du générique, les Chimériennes interprètent et dansent "Le Cosmic"
- Les costumes des interprètes féminines ont été créés par Mireille Granier
- Francis Blanche est habillé par GRAM, M. Goitschel est coiffée par Dessange
- Montage : Michel Lewin et Raymond Lewin
- Script-girl : Annie Rozier, assistée de Sylvie Koechlin
- Production : Florida Films
- Chef de production : H. André Legrand et Jean-Claude Dague
- Directeur de production : Louis de Masure, Maggie Gillet
- Secrétaire de production : Monique Masson
- Administrateur de production : Pauline Montel
- Photographe de plateau : Philippe Avia
- Chef électricien : Henri Moineau
- Chef machiniste : Paul Bouladoue et Pierre Bouchereau
- Chef groupman : Carlos Cousseau
- Coiffeuse : Frédérique
- Maquillage : Edith Lerebourg
- Attaché de presse : Shula Siegfried
- La décoration de L'Alambic du Roy à Enghein est due à M. André Goliez, décors Floral à Epinay
- Bruitage : Albert Platzman
- Pellicule 35 mm, couleur par Technicolor
- Tirage : Laboratoire G.T.C Joinville
- Auditorium S.I.S
- Mixage : Alex Pront
- Stagiaires à la mise en scène : Jean-Antoine Campos, François Dupeyron, Antoine Fontaine, Olivier Mergault
- Tournage : Sanatorium Les Lycéens à Neufmoutiers-en-Brie
- Année : 1969
- Durée : 90 min
- Genre : Comédie
- Pays de production :  France
- Date de sortie :
  - France : 5 novembre 1969
- Visa d'exploitation : 35.855

## Distribution
- Francis Blanche : Alphonse Ramier / Al Gregor, le bandit
- Marielle Goitschel : Clotilde, la femme d'Alphonse
- Darry Cowl : Dr Bracque
- Henri Virlojeux : Dr Binz
- Michel Galabru : L'inspecteur
- Carlo Nell : le Romain
- Jean Carmet : le bistrot
- Edina Ronay : Nathalie, une entraîneuse
- Nicole Nancel (aka) Nicky Nancel : L'infirmière
- Sébastien Floche : Le tueur
- Gérard Croce : Le patron du cabaret
- Didier Kaminka : Bertrand
- Georges Beller : Frédéric
- Jacques Bézard : Charles
- Igor Tyczka
- René Chapotot
- Sandrine Carnero

## Autour du film
- Premier et unique rôle au cinéma de la skieuse Marielle Goitschel[1].
- Le 6 juin 2008, le film sera diffusé pour la première fois à la télévision trente-neuf ans après sa sortie en salles, puis resté inédit depuis sauf pour une réédition en DVD.